# Замоева, Юлия
Ю́лия Замо́ева (род. 15 августа 1974 года, Нерюнгри, Якутская АССР, РСФСР)  ― российская бурятская танцовщица, Заслуженная артистка Республики Бурятия (2004), Народная артистка Республики Бурятия (2007), солистка Бурятского государственного национального театра песни и танца «Байкал».

## Биография
Завершив учёбу в средней школе поступила в Бурятское государственное хореографическое училище, которое окончила в 1995 году. Замоева в том же году была принята в балетную труппу Бурятского государственного академического театра оперы и балета имени Гомбожапа Цыдынжапова.
С 1997 года артистка служит в Бурятском государственном национальном театре песни и танца «Байкал». В 2000 году Юлия Замоева приняла участие в Днях культуры Бурятии в Монголии и Международном фестивале фольклорных коллективов в Испании.
В 2005 году окончила Восточно-Сибирскую государственную академию культуры и искусства по специальности народное художественное творчество.
За большой вклад в развитие в бурятское танцевальное искусство Указами Президента Бурятии Юлия Замоева была удостоена почётных званий «Заслуженная артистка Республики Бурятия» в 2004 году и «Народная артистка Республики Бурятия» в 2007 году.
Принимает участие во всех проектах театра «Байкал». В 2017 году награждена Медалью «За заслуги перед Республикой Бурятия». В 2017 году Замоева в составе танцевальной труппы театра «Байкал» стала победительницей телевизионного проекта «Танцуют все!» на телеканале Россия-1.

Основными достоинствами Юлии Замоевой являются виртуозный танец и строгий академический стиль исполнения. Женский танец в исполнении Юлии Замоевой отличается лиричностью и грациозностью основных движений, особой вдумчивостью и скрупулёзностью. Жажда достичь совершенства в технике не мешает ей в глубокой психологической прорисовке образа и яркой пластической выразительности.— 